# Las Casetas
Las Casetas es un despoblado que actualmente forma parte de la localidad de Laserna, del municipio de Laguardia, en la provincia de Álava, País Vasco (España).

## Toponimia
A lo largo de los siglos ha sido conocido con los nombres de Casetas y Las Casetas.

## Historia
Documentado desde 1366, en el año 1678 su parroquia pasó a formar parte de la localidad de Laserna.